# 卡爾利諾 (波蘭)

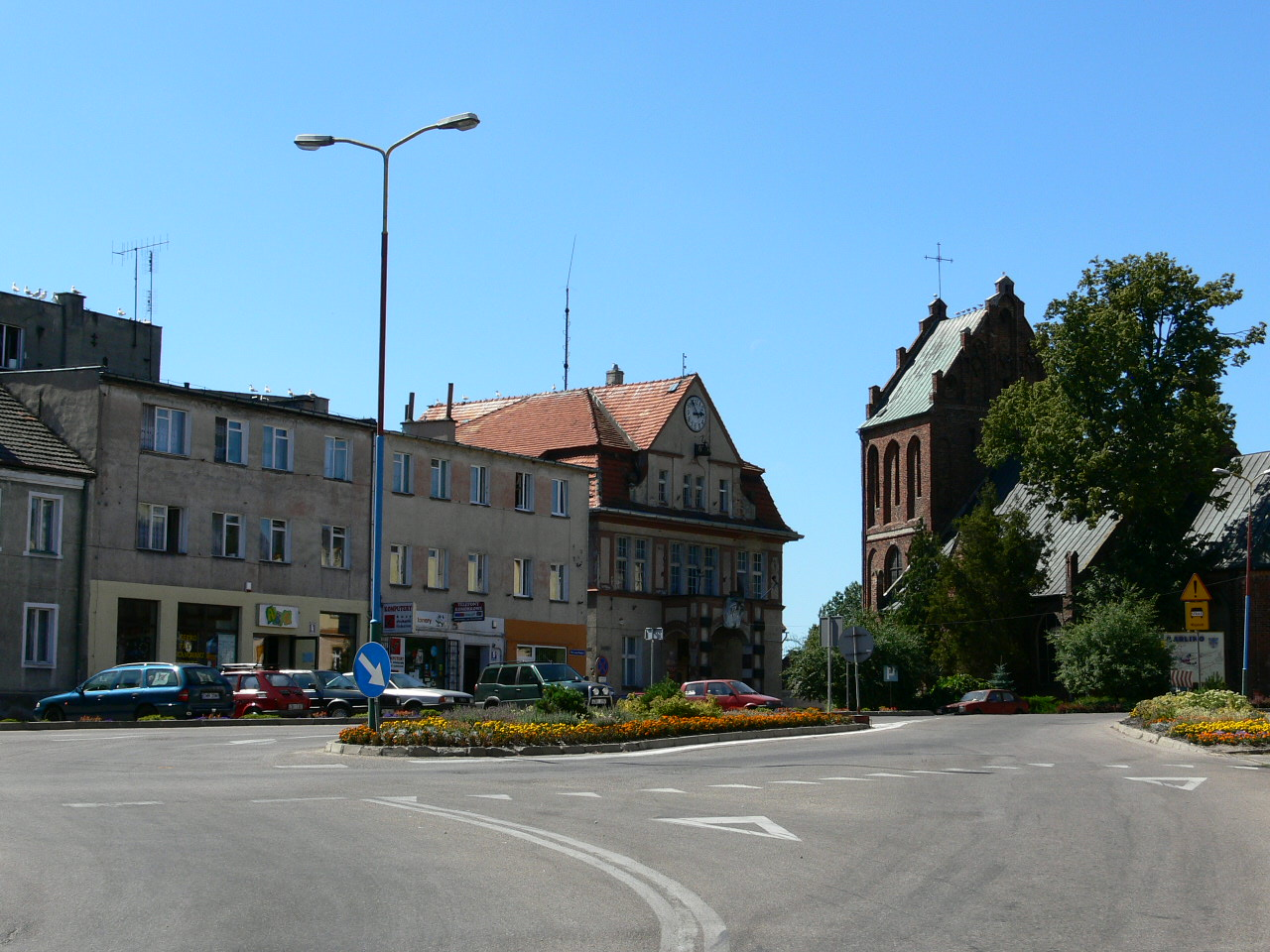

卡爾利諾是波蘭的城鎮，位於該國西北部，由西波美拉尼亞省負責管轄，面積9平方公里，海拔高度8米，2010年人口5,816。1980年12月9日，鎮上的油井發生大火，火勢至1981年1月14日被撲滅。

## 外部連結
- Official town webpage

54°02′N 15°52′E / 54.033°N 15.867°E